# Primeira Divisão Malinesa
A Primeira Divisão Malinesa (em francês: Malian Première Division) é a principal competição do futebol profissional a nível nacional do Mali. Fundada pela Federação Maliana de Futebol em 1966, a competição somente alcançou a profissionalização em 2004. Desde então, passou a ser denominada Ligue 1 Orange Mali por razões de direitos de nome.

## Regulamento da competição
A temporada geralmente tem início em dezembro e fim em agosto do ano seguinte. O campeonato consiste em 18 equipes divididas em dois grupos com 9 equipes cada, onde as equipes do mesmo grupo disputam entre si partidas em turno e returno. Ao final das 16 rodadas da fase de grupos, as 2 melhores equipes de cada grupo classificam-se para o quadrangular final (denominado Carré d'As), enquanto que as 2 piores equipes de cada grupo são automaticamente rebaixadas.
Por fim, as 4 equipes do quadrangular final disputam novamente entre si partidas em turno e returno e ao final das 6 rodadas de confrontos diretos, aquela que obtiver mais pontos sagra-se campeã nacional.

## Tabela de campeões
| Edição  | Campeão           |
| 1966    | Djoliba (1)       |
| 1967    | Djoliba (2)       |
| 1968    | Djoliba (3)       |
| 1969    | Real Bamako (1)   |
| 1970    | Stade Malien (1)  |
| 1971    | Djoliba (4)       |
| 1972    | Stade Malien (2)  |
| 1973    | Djoliba (5)       |
| 1974    | Djoliba (6)       |
| 1975    | Djoliba (7)       |
| 1976    | Djoliba (8)       |
| 1977    | Não realizada     |
| 1978    | Não realizada     |
| 1979    | Djoliba (9)       |
| 1980    | Real Bamako (2)   |
| 1980–81 | Real Bamako (3)   |
| 1982    | Djoliba (10)      |
| 1983    | Real Bamako (4)   |
| 1983–84 | Stade Malien (3)  |
| 1985    | Djoliba (11)      |
| 1986    | Real Bamako (5)   |
| 1987    | Stade Malien (4)  |
| 1988    | Djoliba (12)      |
| 1988–89 | Stade Malien (5)  |
| 1990    | Djoliba (13)      |
| 1991    | Real Bamako (6)   |
| 1991–92 | Djoliba (14)      |
| 1992–93 | Stade Malien (6)  |
| 1993–94 | Stade Malien (7)  |
| 1994–95 | Stade Malien (8)  |
| 1995–96 | Djoliba (15)      |
| 1996–97 | Djoliba (16)      |
| 1997–98 | Djoliba (17)      |
| 1998–99 | Djoliba (18)      |
| 1999–00 | Stade Malien (9)  |
| 2000–01 | Stade Malien (10) |
| 2002    | Stade Malien (11) |
| 2002–03 | Stade Malien (12) |
| 2004    | Djoliba (19)      |
| 2005    | Stade Malien (13) |
| 2005–06 | Stade Malien (14) |
| 2007    | Stade Malien (15) |
| 2007–08 | Djoliba (20)      |
| 2008–09 | Djoliba (21)      |
| 2009–10 | Stade Malien (16) |
| 2010–11 | Stade Malien (17) |
| 2011–12 | Djoliba (22)      |
| 2012–13 | Stade Malien (18) |
| 2013–14 | Stade Malien (19) |
| 2014–15 | Stade Malien (20) |
| 2016    | Stade Malien (21) |
| 2017    | Não realizada     |
| 2018    | Não realizada     |
| 2019–20 | Stade Malien (22) |
| 2020–21 | Stade Malien (23) |
| 2021–22 | Djoliba (23)      |
| 2022–23 | Real Bamako (7)   |

## Conquistas por clube
| Clube        | Títulos | Temporadas como campeão |
| Djoliba      | 23      | 1966, 1967, 1968, 1971, 1973, 1974, 1975, 1976, 1979, 1982, 1985, 1988, 1990, 1991–92, 1995–96, 1996–97, 1997–98, 1998–99, 2004, 2007–08, 2008–09, 2011–12 e 2021–22                      |
| Stade Malien | 23      | 1970, 1972, 1983–84, 1987, 1988–89, 1992–93, 1993–94, 1994–95, 1999–00, 2000–01, 2002, 2002–03, 2005, 2005–06, 2007, 2009–10, 2010–11, 2012–13, 2013–14, 2014–15, 2016, 2019–20 e 2020–21 |
| Real Bamako  | 7       | 1969, 1980, 1980–81, 1983, 1986, 1991 e 2022–23 |